# Castillo de Mogente
El castillo de Mogente es una fortaleza situada en el término municipal de Mogente (Valencia, España), en una montaña desde la que se domina la población.

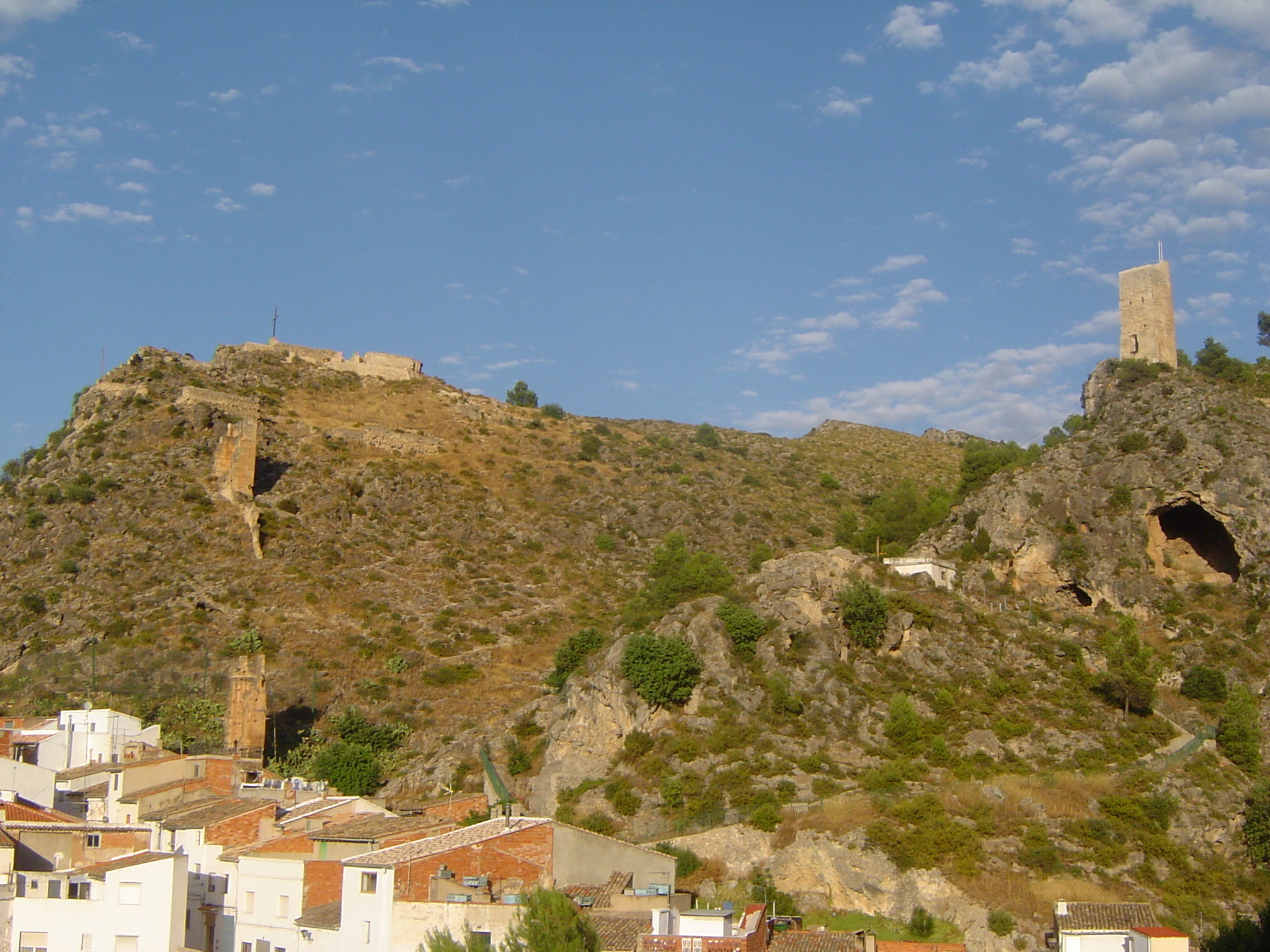
Vista del Castillo de Mogente.

## Origen

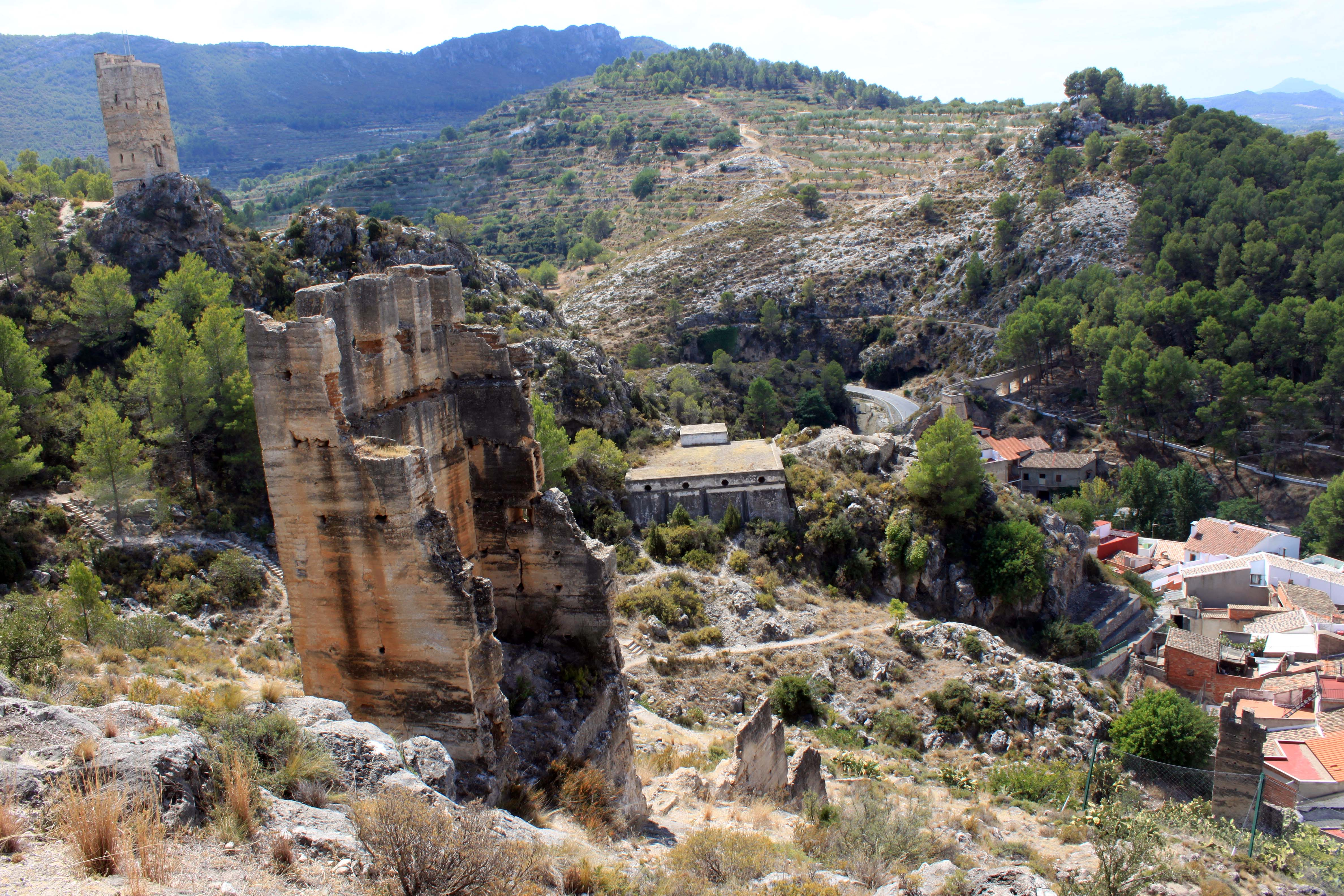
Restos de la cerca de la fortificación desde el castillo.

Recientes excavaciones han puesto de manifiesto restos de un poblado de la Edad del Bronce en el lugar donde se ubica el castillo. Sin embargo, el origen del castillo parece ser de la época árabe, y principalmente, de la época almohade. En su construcción se aprecian diferentes estilos y técnicas.

## Descripción
La parte principal del castillo se sitúa en una montaña sobre la población. En la parte superior, se creó un foso para defenderlo en la parte este, y un albacar. Desde esta parte principal, partían las murallas de la población, que se conservan en la ladera del castillo. En una montaña adyacente se sitúa una torre albarrana, la Torre de Coloms.

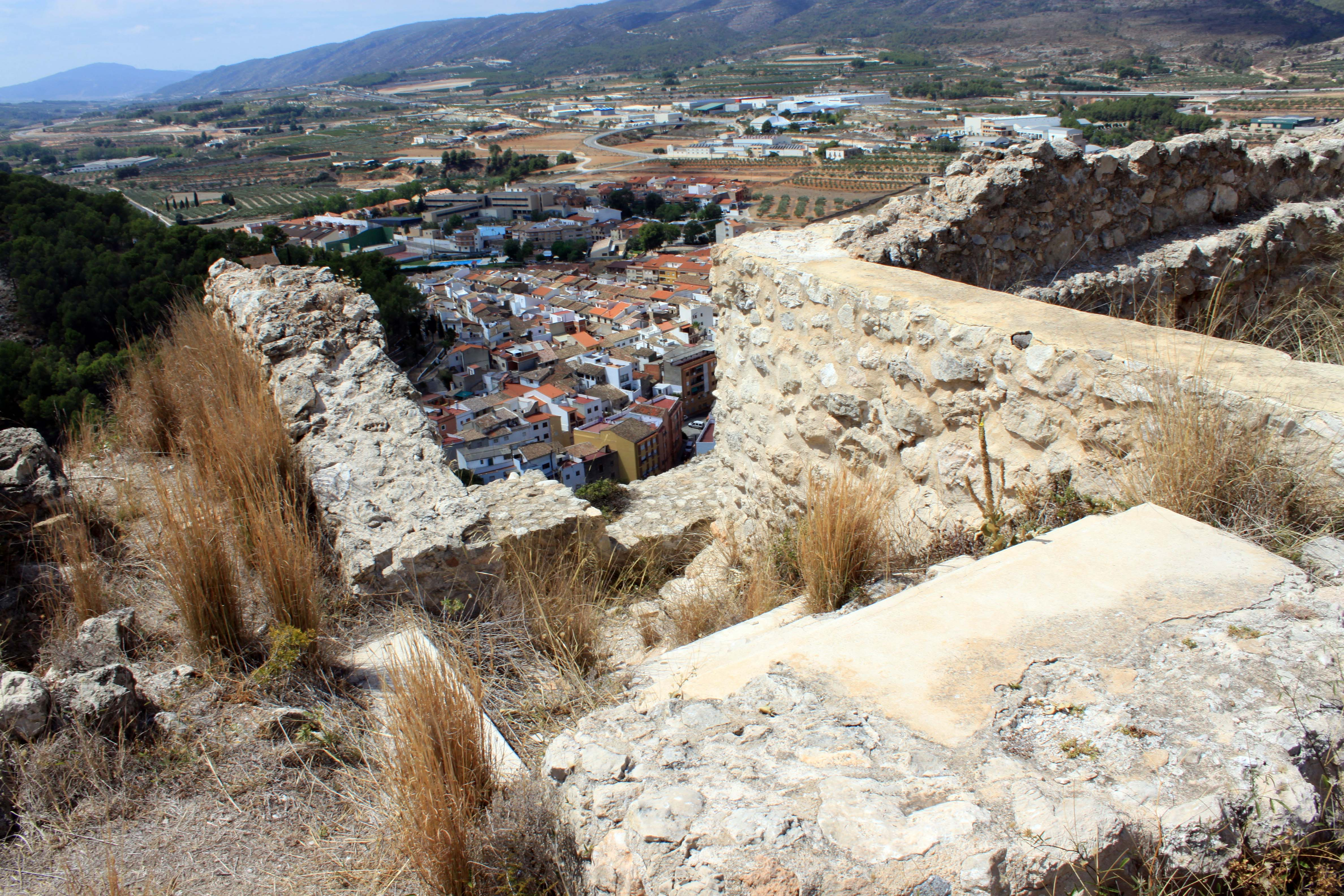
Acceso en acodo al recinto del castillo.

## Historia
Construido durante la dominación árabe de la península, pasa en el año 1244 a la Corona de Aragón, tras el tratado de Almizra. Mantiene su funcionalidad en los siglos posteriores, siendo asediado en 1351 durante las guerras de Aragón y Castilla y en 1521 durante las germanías. Las excavaciones arqueológicas han mostrado algunas reparaciones en el siglo XVIII.
A partir de 1998, se realizaron excavaciones arqueológicas y obras de consolidación en la torre dels coloms, y algunas partes del castillo.